# Vườn quốc gia Hoàng gia Natal
Vườn quốc gia Hoàng gia Natal là một vườn quốc gia nằm ở tỉnh KwaZulu Natal của Nam Phi và là một phần của Drakensberg thuộc Công viên uKhahlamba-Drakensberg. Mặc dù có tên như vậy nhưng đây thực sự lại không phải là một vườn quốc gia Nam Phi chịu sử quản lý của SANParks, mà là một công viên tỉnh quản lý bởi cơ quan Cơ quan Động vật hoang dã KwaZulu-Natal. Đây cũng là một phần của Công viên Maloti-Drakensberg được UNESCO công nhận là Di sản thế giới từ năm 2000.
Các tính năng chính của vườn quốc gia này là vách đá Drakensberg Amphitheatre, đây là một "tường" đá dài 5 km và cao tới 1.200 mét (3.900 ft), Mont-Aux-Sources là đỉnh cao nhất của vách đá, nơi bắt nguồn của sông Orange và Tugela,. Ngoài ra, tại đây có thác nước Tugela với độ cao 948 mét (3,110 ft) đây là thác nước cao thứ hai trên thế giới.
Vườn quốc gia này là một phần của Khu bảo tồn xuyên biên giới Maloti-Drakensberg. Đây cũng là địa điểm tổ chức sinh nhật lần thứ 21 của Nữ hoàng Elizabeth II vào ngày 21 tháng 4 năm 1947.